# AマッソのMBSヤングタウン
『AマッソのMBSヤングタウン』（エーマッソのエムビーエスヤングタウン）は、お笑いコンビのAマッソ（加納、村上）がパーソナリティを務めるMBSラジオのラジオ番組。
この項目では、Aマッソがパーソナリティを務める2021年以降の番組について説明する。総説についてはMBSヤングタウン#木曜日を参照。
なお、本項では2021年9月まで放送されていた事実上の前身番組『Aマッソの両A面』についても詳述する。

## 概要
Aマッソの冠番組として1年間放送された『Aマッソの両A面』（以下、両A面）が昇格する形で、22年ぶりに月曜から日曜までの帯番組として復活した「MBSヤングタウン」の木曜パーソナリティをAマッソが務めることになる。
放送上は事前収録だが、Radiotalkでは、毎週火曜20時頃より収録と連動したリアルタイム配信を実施しており、両A面に引き続きチャットによるリスナーとのやりとりが行われている。
メールアドレスは両A面に引き続き「aa@mbs1179.com」、番組ハッシュタグは「#Aマッソヤンタン」である。
演出のひとつとして、そういうスポンサーがいかにもついているかのような、聴取者が勘違いするような架空のスポンサー名の提供クレジットが読み上げられる。一例「この番組は、『鰻食べ、味噌カツ食べてカネ稼げ』ギャラ呑みアプリ『いいたガーリー』の提供でお送りしません（しませんでした）。」2023年５月25日放送分。毎週、架空のスポンサーは変わり、主に村上が読み上げる。

## 放送時間
- 毎週木曜日 22:00 - 23:30（JST）
  - 毎週火曜日20時頃より行われる事前収録はRadiotalkにてリアルタイム配信される。
  - 番組放送後にPodcastにてアーカイブが配信される。

## コーナー
加納軍団VS村上軍団
両A面に引き続き、初回よりスタート。
地元大阪・関西での知名度を上げるべく、加納・村上それぞれに協力してくれるリスナーからなる軍団を形成し、毎回違うテーマで対決させるコーナー。
判定はスタッフ3名によって行われるが、ゲストが出演している回では、ゲストによる判定が行われる。
負けた軍団長には大喜利や一発ギャグなどの罰ゲームが与えられる。
音声ファイルが届くこともある。
放送終了後には該当放送週における各軍団の構成員が公式Twitterに掲載される。
日日是祝日
番組開始初回よりスタート。
リスナーからの報告により新しい祝日、記念日を制定していくコーナー。
毎週該当の日付のエピソードを募集し、番組オリジナルカレンダーの作成を目指す。
今月のB面フェイクニュース（毎月最終週のみ）
両A面に引き続き、初回よりスタート。
架空のニュースを募集するコーナー。
原稿読みは登坂淳一が担当する。

## ゲスト
| 放送日         | ゲスト                                                 | 備考 |
| -------------- | ------------------------------------------------------ | --- |
| 2021年10月14日 | フワちゃん                                             | |
| 2021年11月4日  | Rachel、Mamiko（chelmico）                             | Aマッソが単独ライブのため、代打パーソナリティを担当。 番組名も『chelmicoのMBSヤングタウン』となった。                                          |
| 2021年12月2日  | 谷崎早耶（≠ME）                                        | |
| 2021年12月9日  | 大谷映美里（=LOVE）                                    | |
| 2022年2月3日   | 井口浩之（ウエストランド）、溜口佑太朗（ラブレターズ） | |
| 2022年2月17日  | 中岡創一、コカドケンタロウ（ロッチ）                   | 加納の新型コロナウイルス感染と、村上の濃厚接触者該当による休演に伴い、代打パーソナリティを担当。 番組名も『ロッチのMBSヤングタウン』となった。 |
| 2022年2月24日  | 紺野ぶるま                                             | 加納の休演に伴い、村上と2人で出演。 |
| 2022年4月21日  | 鰻和弘（銀シャリ）、暮れの酉                           | |
| 2022年5月26日  | 東野幸治                                               | |
| 2022年7月28日  | 東峰零士、山口誠 (カナメストーン)                      | 村上の新型コロナウイルス感染により、加納と3人で出演。                                                                                          |
| 2022年8月4日   | 誠子 (尼神インター)                                    | 村上の新型コロナウイルス感染により、加納と2人で出演                                                                                            |
| 2022年9月16日  | 竹内知咲、ますみ（天才ピアニスト）                     | AマッソのMBSヤングタウン50回放送記念スペシャルゲスト                                                                                           |
| 2023年1月5日   | ぱーてぃーちゃん                                       | |

## スタッフ
- プロデューサー：高本慧（Radiotalk株式会社・MBSラジオ、2020年10月13日 - ）
- ディレクター：西畑風雅（MBSラジオ・2020年10月13日 - ）[2]

## Aマッソの両A面
『Aマッソの両A面』（エイマッソのりょうエーめん）は、お笑いコンビのAマッソ（加納、村上）がパーソナリティを務めるMBSラジオのラジオ番組。

### 概要
Aマッソの冠番組としては、それぞれ2017年に放送された『AマッソのオールナイトニッポンR』、『ミッドナイト・ダイバーシティー〜正気のSaturday Night〜 Aマッソの“わさび溶かしたら尚よし”』（それぞれ単発）以来で、レギュラー番組は初である。番組開始情報は2020年9月26日に開催されたAマッソ第7回単独ライブ『モノッソ・カーカー』追加公演のエンディングにて告知された。
月1回の生放送を音声配信サービス・Radiotalkでの同時配信にてリアルタイムで聴取するリスナーを「ソイヤ勢」と呼ぶ。これはRadiotalkの配信内では楽曲の放送ができず、その間無音となるため、音声付きギフト機能である「ソイヤ」をリスナーが送信するという流れに由来する。
メールアドレスは「aa@mbs1179.com」である。
2021年9月、Aマッソがパーソナリティを勤める『MBSヤングタウン』のスタートが告知され、これに伴い9月14日の生放送をもって番組が終了することとなった。

### 放送時間
- 毎月第2水曜日（火曜日深夜） 2:00 - 4:40[5]
  - 月1回の生放送はRadiotalkと同時配信される。
  - RadiotalkやPodcastにて生放送週以外に限定トークが配信される。
  - 生放送週以外のMBSラジオでは9月以前と同様で『あどりぶラヂオ』が放送される。

### コーナー

#### 番組終了時点でのコーナー
加納軍団VS村上軍団
初回よりスタート。
地元大阪・関西での知名度を上げるべく、加納・村上それぞれに協力してくれるリスナーからなる軍団を形成し、毎回違うテーマで対決させるコーナー。
負けた軍団長には大喜利や一発ギャグなどの罰ゲームが与えられる。
音声ファイルが届くこともある。
放送終了後には該当放送週における各軍団の構成員が公式Twitterに掲載される。
今月のB面フェイクニュース
2021年3月9日よりスタート。
架空のニュースを募集するコーナー。
原稿読みは登坂淳一が担当する。
イルカも泳ぐわい
初回よりスタート。
加納のコラム『何言うてんねん』にて引用された、高僧・野々村のツッコミ「イルカも泳ぐわい」のような、お題のボケに対する味わい深いツッコミワードを募集するコーナー。

#### Radiotalk用コーナー
Aマッソクリニック
初回よりスタート。
無免許ドクター・加納とドジっ子ナース・村上がリスナーのお悩みを解決するコーナー。
加納が診断をし、村上がお悩みに合わせ処方箋を出す。
2021年2月9日の放送をもって「今月のB面フェイクニュース」と入れ替わる形で終了し、以降はRadiotalk用コーナーとなった。
2022年2月24日放送のAマッソのMBSヤングタウンにて、「B（ぶる）マッソクリニック」として一夜限りの復活を果たす。加納の代演である紺野ぶるまがドジっ子ナースとして出演。

### ゲスト
| 放送日        | ゲスト                                                           |
| ------------- | ---------------------------------------------------------------- |
| 2021年1月12日 | ノブヨシ日本代表、飛び出せっ!安藤っ!、コブラ（風穴あけるズ）     |
| 2021年6月8日  | にぼし、いわし（にぼしいわし）                                   |
| 2021年8月10日 | Yes!アキト、どんぐりたけし、サツマカワRPG（怪奇!YesどんぐりRPG） |

### 出来事
- 2020年10月13日の初回生放送では、1400通を超えるメールが送られた[7]。
- 2020年10月29日、Aマッソが女芸人No.1決定戦 THE Wの決勝への進出が決定した際、木曜日であったが特別にRadiotalkが更新され、いち早く報告された。
- 2021年6月8日、プロ野球の延長に伴い深夜2時からAマッソの公式YouTubeチャンネルと連携コラボ生配信を行った。

### 番組イベント
『Aマッソの両A面 番組イベント Kihaan!（キハーン）』
2020年12月8日に大阪・毎日放送本社 1F ちゃぷらステージにて開催された初の番組イベント。2回目の放送となる11月17日の放送にて発表された。
タイトルの「Kihaan!」は、『帰阪』と掛かっており、番組のタイトル候補でもあった。
当初はリスナーを会場に迎える予定だったが、新型コロナウイルス感染拡大による大阪府の外出自粛要請を踏まえて無観客生配信という形に切り替えて実施された。
番組コーナーの「加納軍団VS村上軍団」がVTR形式で行われ、リスナーの他に加納軍団として菊田竜大（ハナコ）、森田哲也（さらば青春の光）、村上軍団としてあばれる君、田中卓志（アンガールズ）が動画を投稿した。

### テーマ曲・BGM
- オープニング：illiomote「What is??」
- コーナー「加納軍団VS村上軍団」：はっぱ隊「YATTA!」
- コーナー「Aマッソクリニック」：鴨宮諒「SHOKO」（『ナースのお仕事』サウンドトラック）
- コーナー「イルカも泳ぐわい」：SOUL'd OUT「イルカ」
- エンディング：illiomote「BLUE DIE YOUNG」